# 소메고치촌
소메고치촌(일본어: 染河内村)은 일본 효고현 중서부, 시소군에 존재했던 촌이다.
1956년, 간베촌, 시모미카타촌과 합병해 이치노미야정이 되었기 때문에 자치체로서는 소멸하였다.

## 역사
- 1889년 4월 1일 - 정촌제 시행에 수반해 시소군 소메고치촌이 성립하였다.
- 1956년 4월 1일 - 간베촌, 시모미카타촌과 합병해 이치노미야정이 성립하였기 때문에 소멸하였다.